# 和歌山県の観光地

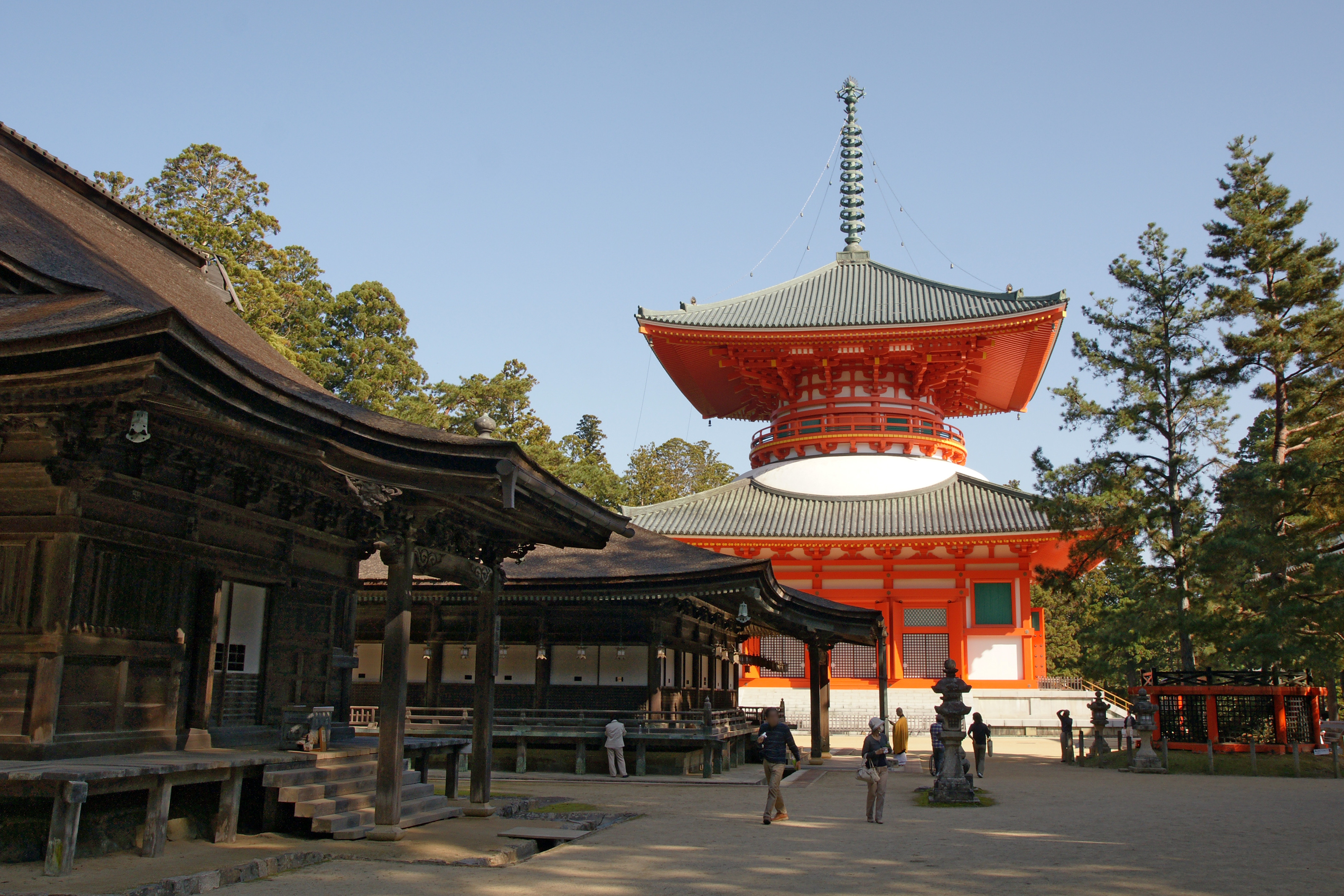
高野山（金剛峯寺壇上伽藍）

和歌山県の観光地（わかやまけんのかんこうち）は、和歌山県内の主要な観光地に関する項目である。

## 対象別

### 文化財等

#### 世界遺産
- 紀伊山地の霊場と参詣道
  - 熊野三山
    - 熊野本宮大社
    - 熊野速玉大社
    - 熊野那智大社
    - 青岸渡寺
    - 那智滝
    - 那智原始林
    - 補陀洛山寺

  - 高野山
    - 金剛峯寺
    - 慈尊院
    - 丹生都比売神社
    - 丹生官省符神社

  - 参詣道
    - 熊野参詣道
      - 中辺路
      - 小辺路
      - 大辺路
      - 伊勢路

    - 高野参詣道
      - 町石道
      - 三谷坂
      - 京大坂道不動坂
      - 黒河道
      - 女人道

- 那智滝
- 丹生都比売神社
- 中辺路（大門坂）
- 黒河道

#### 国宝建築
- 長保寺 - 多宝塔、大門、本堂
- 善福院 - 釈迦堂
- 根来寺 - 大塔（多宝塔）
- 金剛峯寺 - 不動堂
- 金剛三昧院 - 多宝塔

- 長保寺本堂
- 善福院釈迦堂
- 根来寺大塔
- 金剛三昧院多宝塔

#### 国の名勝
- 瀞八丁（特別名勝、新宮市）
- 橋杭岩（串本町）
- 根来寺庭園（岩出市）
- 天徳院庭園（高野山）
- 那智滝（那智勝浦町）
- 粉河寺庭園（紀の川市）
- 養翠園（和歌山市）
- 和歌浦（和歌山市）
- 和歌山城西之丸庭園（紅葉溪庭園）（和歌山市）
- 琴ノ浦 温山荘庭園（海南市）
- 円月島および千畳敷（白浜町）

- 粉河寺庭園
- 和歌山城西之丸庭園
- 琴ノ浦 温山荘庭園
- 円月島

#### 重要伝統的建造物群保存地区
- 湯浅 - 醸造町（湯浅町）

- 湯浅

#### 重要文化的景観
- 蘭島及び三田・清水の農山村景観

- 蘭島

#### 登録記念物
- 光臺院庭園
- 西禅院庭園
- 正智院庭園
- 本覚院庭園
- 桜池院庭園
- 光臺院書院庭園

#### 重要文化財・史跡等
特別史跡
- 岩橋千塚古墳群

- 重要文化財 紀州東照宮楼門
- 国の史跡 和歌山城

#### 文化施設
博物館・美術館
水族館
- アドベンチャーワールド
- すさみ町立エビとカニの水族館
- 京都大学フィールド科学教育研究センター瀬戸臨海実験所水族館

- 和歌山県立博物館
- 南方熊楠顕彰館
- 和歌山県立近代美術館
- すさみ町立エビとカニの水族館

#### その他
- みなべ・田辺の梅栽培（世界農業遺産）

### 公園等

#### 国立・国定・国営公園
- 国立公園
  - 瀬戸内海国立公園
  - 吉野熊野国立公園
- 国定公園
  - 金剛生駒紀泉国定公園
  - 高野龍神国定公園

- 瀬戸内海国立公園
（雑賀崎）
- 吉野熊野国立公園
（海金剛）
- 金剛生駒紀泉国定公園
（文蔵の滝）
- 高野龍神国定公園
（護摩壇山）

#### ラムサール条約登録地域
- 串本沿岸海域

#### 県立自然公園
- 高野山町石道玉川峡県立自然公園
- 龍門山県立自然公園
- 生石高原県立自然公園
- 西有田県立自然公園
- 白崎海岸県立自然公園
- 煙樹海岸県立自然公園
- 城ヶ森鉾尖県立自然公園
- 果無山脈県立自然公園
- 大塔日置川県立自然公園
- 白見山和田川峡県立自然公園
- 古座川県立自然公園

- 高野山町石道玉川峡県立自然公園
（高野山町石道）
- 生石高原県立自然公園
（生石高原）

#### 県立都市公園
- 紀三井寺公園
- 河西緩衝緑地
- 和歌公園

#### 大型公園・動物園・植物園・遊園地
大型公園
動物園・植物園・遊園地
- 和歌山城公園動物園
- アドベンチャーワールド（中国本土以外で世界最大のパンダの飼育数を誇る）
- 和歌山県植物公園緑化センター
- ポルトヨーロッパ

- 番所庭園
- 新庄総合公園
- アドベンチャーワールド
- ポルトヨーロッパ

#### 恋人の聖地
- 南紀白浜／三段壁
- 和歌山マリーナシティ

- 三段壁
- 和歌山マリーナシティ

### 祭事・行事等
- 印南祭
- 扇祭（那智の火祭り、那智の田楽を含む）
- 御燈祭
- 熊野速玉祭
- 熊野本宮大社例大祭
- 御坊祭
- 杉野原の御田舞
- 地車囃子
- 津浪祭
- 花園の御田舞
- 笑い祭
- 椎出鬼の舞

- 御燈祭
- 熊野速玉祭

## 地域別

### 紀北

#### 海草地域
- 和歌山市 - 和歌山城、紀三井寺、和歌山マリーナシティ・ポルトヨーロッパ、花山温泉、休暇村紀州加太、和歌山城公園動物園、塩竈神社、淡嶋神社（人形供養の神社で全国的に有名）、和歌山県立近代美術館、友ヶ島、ぶらくり丁商店街、紅葉渓庭園、日前神宮・國懸神宮、紀州東照宮、和歌浦天満宮、海禅院、伊太祁曽神社、和歌山電鐵・伊太祁曽駅（猫の駅長がいる）、養翠園、雑賀崎（雑賀埼灯台、番所庭園など）、片男波海水浴場、四季の郷公園、不老橋、和歌山県立博物館、玉津島神社、和歌山県立紀伊風土記の丘、加太淡嶋温泉、加太海水浴場、竈山神社、加太春日神社、和歌祭、和歌山港まつり花火大会、紀州おどり ぶんだら節、おどるんや〜紀州よさこい祭り〜、全肉祭
- 海南市 - 熊野古道、藤白神社、鈴木屋敷、亀池公園、和歌山県立自然博物館、海南市わんぱく公園、黒沢ハイランド、黒江の町並み、長保寺や善福院の国宝建造物、温山荘園や長久邸の日本庭園
- 紀美野町 - 紀美野町のかみふれあい公園、みさと天文台、メロディーロード

- 紀三井寺
- 養翠園
- 加太淡嶋温泉
- 黒江

#### 那賀地域
- 岩出市 - 根来寺、和歌山県植物公園緑化センター、西国分塔跡、大庄屋屋敷の増田家住宅・桃井家住宅、道の駅根来さくらの里
- 紀の川市 - JA紀の里ファーマーズマーケット めっけもん広場、和歌山電鐵貴志駅（猫の駅長がいる）、粉河寺、粉河産土神社、桃源郷、青洲の里、旧名手宿本陣

- 根来寺

#### 伊都地域
- 橋本市 - 紀伊見温泉、やどり温泉いやしの湯、子安地蔵寺、丸山公園
- かつらぎ町 - 丹生都比売神社、かつらぎ温泉、かつらぎ公園平和祈念像、恐竜ランド、文蔵の滝、薬師寺、道の駅かつらぎ西、道の駅紀の川万葉の里、花園の御田舞
- 高野町 - 高野山（奥の院、金剛峯寺壇上伽藍、根本大塔、大門、高野山霊宝館、高野山宿坊、女人堂、徳川家霊台、一乗院、明智光秀の墓、苅萱堂、豊臣家墓所、織田信長墓碑、高野山町石道など）
- 九度山町 - 高野山町石道、慈尊院、善名称院、九度山・真田ミュージアム、道の駅柿の郷くどやま

- 高野山壇上伽藍西塔
- 慈尊院

### 紀中

#### 有田地域
- 有田市 - 須佐神社、有田みかんの畑、浄妙寺、有田川温泉
- 湯浅町 - 湯浅伝建地区（湯浅醤油の蔵など）、二ノ丸温泉、湯浅城
- 広川町 - 稲むらの火の館、霊巌寺、滝原温泉、津浪祭
- 有田川町 - 生石高原、かなや明恵峡温泉、あらぎ島、薬王寺、安楽寺、長楽寺、道の駅しらまの里、杉野原の御田舞

- 浄妙寺
- 稲むらの火の館

#### 日高地域
- 御坊市 - 紀州鉄道、本願寺日高別院、みやこ姫よさこい祭り、御坊祭
- 美浜町 - 煙樹ヶ浜、日ノ岬パーク
- 日高町 - 白鬚神社、西福寺、産湯海水浴場、御霊神社
- 由良町 - 白山神社、白崎海岸、白崎万葉公園、戸津井鍾乳洞、白崎海洋公園、興国寺、由良祭
- 日高川町 - 平成の森、道成寺、やっほーポイント、安楽寺、寒川神社、みやまの里森林公園、藤棚ロード、大滝、道の駅San Pin 中津、笑い祭
- 印南町 - かえる橋、印南祭、内原祭
- みなべ町 - 紀州梅干館、南部梅林、鹿島、千里梅林

- 道成寺

### 紀南

#### 西牟婁地域
- 田辺市 - 熊野本宮大社、湯の峰温泉、龍神温泉、熊野古道、川湯温泉、高野龍神スカイライン、世界遺産熊野本宮館、奇絶峡、発心門王子、渡瀬温泉、田辺市立美術館、高原霧の里、野中の清水、和歌山県世界遺産センター、天神崎、新庄総合公園、田辺扇ヶ浜海水浴場、護摩壇山、滝尻王子、海上釣り堀まるちょう、道の駅熊野古道中辺路、道の駅奥熊野古道ほんぐう、道の駅田辺市龍神ごまさんスカイタワー、道の駅龍神、弁慶まつり、熊野本宮大社例大祭、田辺祭
- 白浜町 - 南紀白浜アドベンチャーワールド、白良浜、とれとれパーク、千畳敷、円月島、三段壁、南紀白浜温泉、白浜エネルギーランド、京都大学白浜水族館、白浜海中展望塔、海底観光グラスボート、日置川温泉、南方熊楠記念館、平草原公園、阪田神社、白浜美術館、椿温泉、江津良海水浴場、紀州博物館、志原海岸、道の駅志原海岸
- 上富田町 -
- すさみ町 - すさみ町立エビとカニの水族館、すさみ温泉、すさみ海水浴場、海底ポスト、道の駅イノブータンランド・すさみ

- 龍神温泉
- 南紀白浜温泉

#### 東牟婁地域
- 新宮市 - 神倉神社、熊野速玉大社、佐藤春夫記念館、あけぼの公園、瀞峡、徐福公園、蓬莱山、浮島の森、新宮城址、雲取温泉、道の駅瀞峡街道 熊野川、御燈祭、熊野速玉祭
- 太地町 - 落合博満野球記念館、くじら浜公園（太地町立くじらの博物館、くじら浜海水浴場など）、太地海岸、ワールド・ドルフィンリゾート
- 那智勝浦町 - 那智滝、熊野那智大社、忘帰洞、大門坂、南紀勝浦温泉、青岸渡寺、勝浦漁港、紀の松島、補陀洛山寺、飛瀧神社、中ノ島、那智海水浴場、那智駅交流センター、湯川温泉、那智の火祭、那智の田楽
- 串本町 - 橋杭岩、潮岬・潮岬灯台、串本海中公園、トルコ記念館、串本応挙芦雪館、潮岬観光タワー、海金剛、くしもと大橋、樫野埼灯台、海霧、道の駅くしもと橋杭岩
- 古座川町 - 古座川の一枚岩、滝の拝
- 北山村 - 瀞峡

- 南紀勝浦温泉
- 橋杭岩